# 毓賢

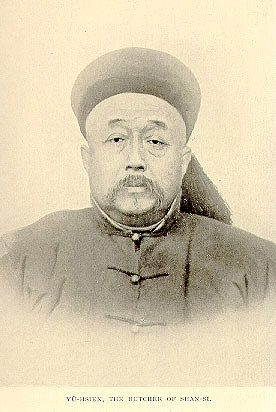
毓賢

毓賢（穆麟德轉寫：Yū Siyan；1842年—1901年2月22日），字佐臣，內務府滿洲正黃旗，叶赫地方颜扎氏，晚清政治、军事人物。

## 生平簡歷
监生出身。清光绪五年（1879年），由选用同知捐纳知府派分山东。
十五年（1889年），署曹州知府。任职期间，不分良莠，一以诛戮为事，残酷镇压人民的反抗斗争，颇得上司赏识。
二十一年（1895年）升授山东兖沂曹济道，二十二年补山东按察使，奉命镇压曹县、单县大刀会起义。
二十四年（1898年）升山东布政使，同年八月调湖南布政使，十一月署江宁将军。次年二月授山东巡抚。
二十六年（1900年），出任山西巡抚，仍坚持仇教排外。八国联军攻陷天津后，毓贤率兵勤王，并随慈禧太后逃往西安。清廷与八国联军议和时，联军指毓贤为罪魁祸首。9月26日，被革职，发配新疆。
二十七年（1901年）2月13日，清廷下令加重对“首祸诸臣”之惩处：毓贤即行正法。诏书在甘肃追上了毓贤。22日被斩于兰州。

## 酷吏生涯
毓贤在官场上的的外号为“屠户”。在曹州任知府四年期间，毓贤对民众采用大批逮捕、滥用酷刑和大批屠杀的恐怖手段进行统治。他惯用打杖条、打板子、轧杠子、跑铁链子、跪铁蒺藜、站铁鏊、气蛤蟆（令受刑者仰卧，用杠子砸肚子）等酷刑。但最令人发指的是“站木笼”。他在衙门前置木笼12架，每架木笼内壁布满铁钉，把人吊在木笼内，再在人脚下垫几块砖，似踏非踏。这样，人在笼内不能动弹，稍有动弹，肉体就被刺得鲜血淋漓；当人踏到砖时，马上抽去一块，直至把人吊死为止。

## 庚子拳亂
帶有宗教性質的群眾運動义和拳勢力開始抬頭後後，毓贤感到外国教会势力比拳運对清朝统治的威胁更为严重，因此对义和拳的镇压就不像以前那样卖力，采取了剿抚兼施的策略。光绪二十四年（1898年），即提出“化私会为公举，改拳勇为民团”的主张，以实现其排外的目的。二十五年（1899年）二月，任山东巡抚后，明确表示“民可用，团应抚，匪必剿”，并特意在省城济南设场招纳拳民，令义和拳民教授兵勇拳艺。他任凭平原、高唐、茌平一带朱红灯、心诚和尚等义和拳领袖设场授徒，攻击教堂，打击教士。
光绪二十五年（1899年）7月，平原县杠子李庄教民李金榜欺压拳民，知县蒋楷袒护教民，派兵捉拿拳民，引发杠子李庄和森罗殿等地的武装冲突。毓贤闻讯后，一面派兵弹压，一面将蒋楷等人撤职查办，又派卢昌诒“亲往抚绥”平原义和拳，并通令山东各地义和拳、大刀会等一律改称“民团”，允许朱红灯所部义和拳建旗帜，皆署“毓”字。自此，山东义和团声势愈张。外国認為毓贤镇压不力，视其为纵容义和团的“罪魁祸首”，美国驻华公使康格要求清政府撤换毓贤，清政府因此撤換毓贤，改派袁世凯任山东巡抚。
毓贤在京向端王载漪、庄王载勋、大学士刚毅等力荐拳民可用，获准面见慈禧太后，1900年被重新起用为山西巡抚。任山西巡抚时，毓贤排外更加激烈，唆使义和团焚烧教堂及屠杀教民，对拳民首领款若上宾。之后对传教士假称兵力不足，未能在各县对其保护，设计命全省教士集中到省城太原一室之内。于1900年7月9日，在巡抚衙门西辕门前，毓贤将这46人尽数处决，妇孺皆不免。毓贤亲手杀死天主教山西北境教区正主教艾士杰。山西全省共杀传教士191人、中国教民及其家属子女1万多人，焚毁教堂、医院225所，烧拆房屋两万余间，是各省中死人最多的一个省。清廷事后为此付出四百余万两白银的抚恤金和丧葬费等赔款，另根據辛丑條約附件八停止山西人士参加科举考试的资格若干年，以示惩罚。
至八國聯軍攻入天津後，毓賢自請勤王，而當聖旨命其統軍入京，毓賢卻不想出發，暗地裡唆使山西民眾呼籲朝廷讓他留下，朝廷不允，再發旨催促。1900年7月，毓賢不得已才上路，而上路前還告訴義和團民：「教民罪大，焚殺任汝為之，勿任地方官阻止也。」當時，聯軍已破京師，毓賢在路上遇到逃亡的太后與皇帝。
清廷與八國聯軍議和時，聯軍指毓賢為罪魁禍首。1900年9月26日，毓賢被革職，發放新疆。毓賢至蘭州，住八旗会馆，當時將要過年，時任護理陝甘總督李廷簫宴請毓賢吃飯。1901年2月13日，清廷下令加重對「首禍諸臣」之懲處：毓賢即行正法。李廷箫接旨，持告毓贤，毓贤說：「死是我的本分，但您又該如何」，李廷箫因於山西布政使任內曾聽命毓賢殺害洋人，听後憂懼，正月初一當天吞金自殺。22日，毓賢被斬於蘭州，當地沒有老練的劊子手，一刀未死，其一個戈什哈見毓贤痛不堪言，罵道：「為何折磨我家主公！」遂夺劊子手的刀助杀毓贤，然后自刎殉主。

## 延伸阅读
[在维基数据编辑]
 《清史稿·卷465》，出自趙爾巽《清史稿》
 在维基共享资源阅览影像